# Manuel M. Plata
Manuel María Plata Mújica (Toluca, Estado de México; 24 de diciembre de 1855-Tacubaya, Ciudad de México; 14 de diciembre de 1926), más conocido como Manuel M. Plata, fue un militar mexicano que participó en la Revolución mexicana.

## Carrera militar
Fue hijo de Guillermo Plata y de Clara Mújica. En 1872 ingresó al Colegio Militar, y alcanzó el grado de teniente de ingenieros en 1876. Ese año combatió a los rebeldes de Puebla, Morelos y Tlaxcala, sirviendo en el Batallón de Zapadores. De 1877 a 1878 perteneció al Cuerpo de Ingenieros del Distrito Federal; luego estuvo en Sonora y Sinaloa, donde permaneció hasta 1881, cuando fue trasladado a Tamaulipas y Nuevo León. Permaneció en la Comisión Geográfica Exploradora hasta 1885. En ese año pasó al Colegio Militar, del que llegó a ser subdirector. 
Ascendió por riguroso escalafón hasta el grado de general de división, que le fue otorgado por el presidente Francisco I. Madero. Durante el gobierno maderista fue subsecretario de Guerra y Marina. Al morir Madero solicitó su retiro, y no colaboró con el huertismo. Se le alejaría definitivamente del ejército durante el gobierno de Venustiano Carranza. 
Murió en la Ciudad de México el 14 de diciembre de 1926.